# Almenno San Bartolomeo
Almenno San Bartolomeo ist eine italienische Gemeinde (comune) mit 6543 Einwohnern (Stand 31. Dezember 2023) in der Provinz Bergamo, Region Lombardei.

## Geografie
Der Ort liegt rund 45 km nordöstlich von Mailand und 9 km nordwestlich von Bergamo.
Die Nachbargemeinden sind Almè, Almenno San Salvatore, Barzana, Brembate di Sopra, Paladina, Palazzago, Roncola, Strozza und Valbrembo.

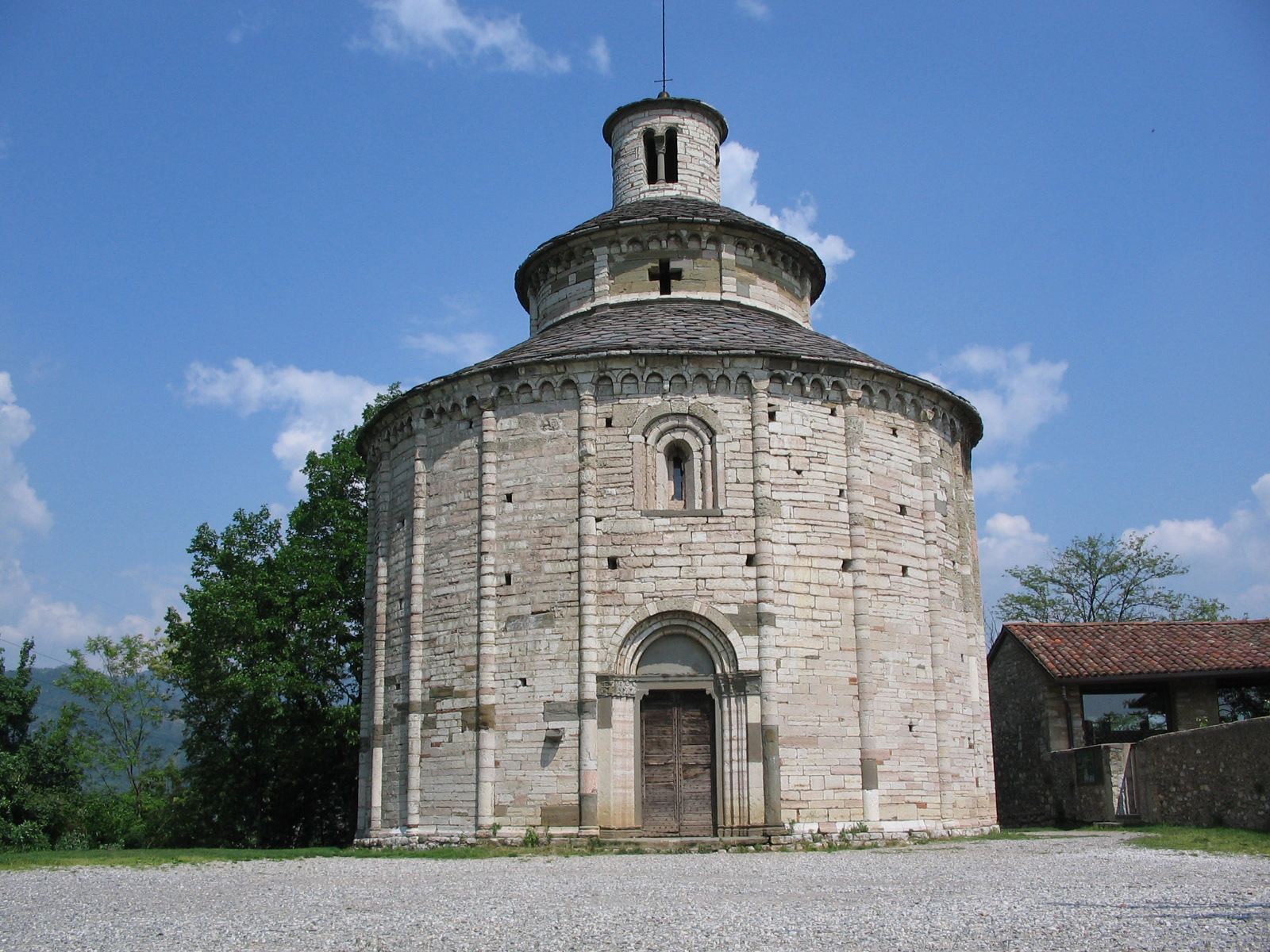
Die Rotunde von San Tomè

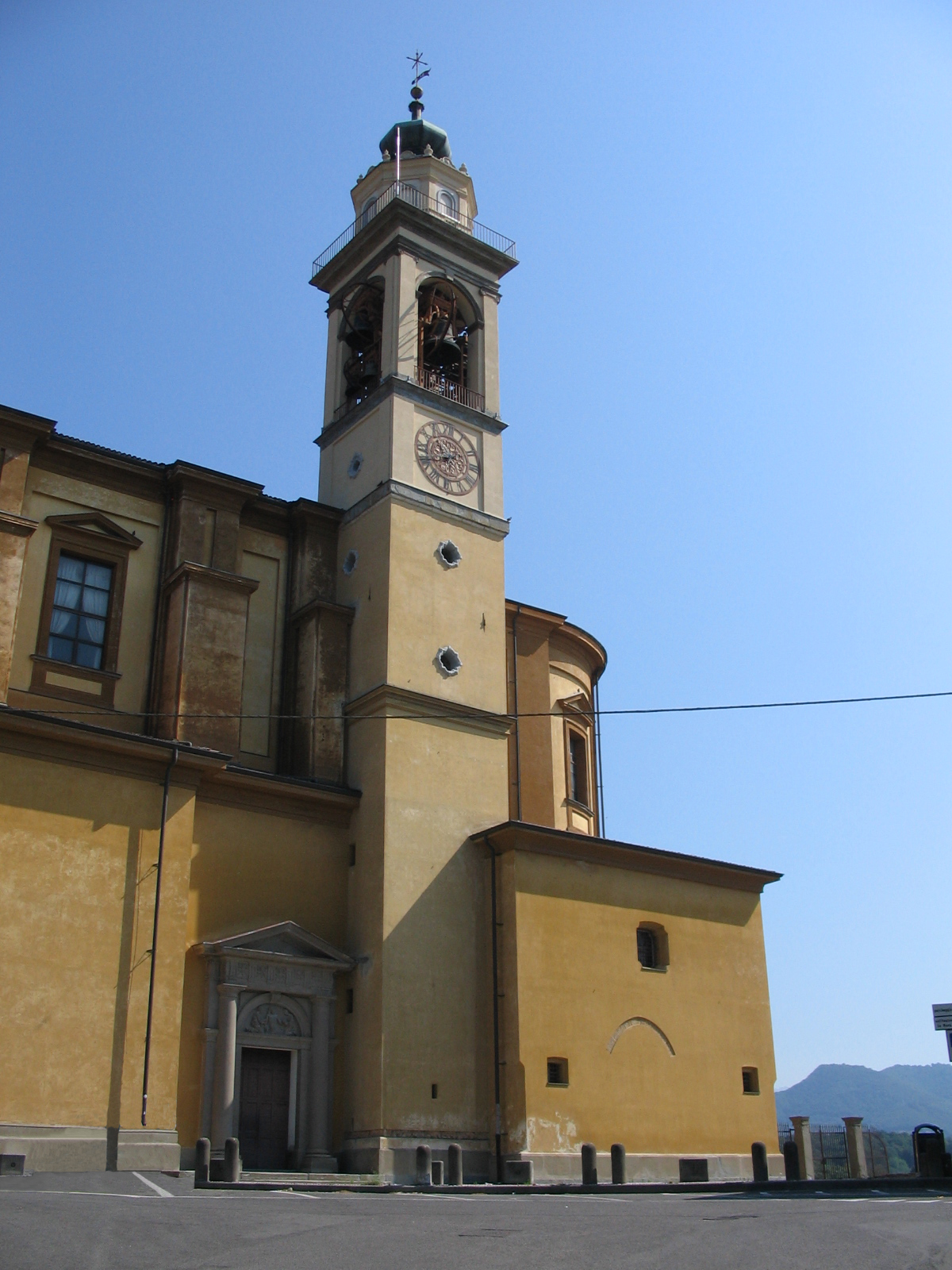
Die Kirche San Bartolomeo di Tremozia

## Sehenswürdigkeiten
Sehenswert ist die Rotunde von San Tomè, eine Rundkirche aus dem 12. Jahrhundert in bergamasker Romanik, die dem heiligen Apostel Thomas geweiht ist.

## Bevölkerungsentwicklung
| Jahr      | 1881 | 1901 | 1911 | 1921 | 1931 | 1936 | 1951 | 1961 | 1971 | 1981 | 1991 | 2001 | 2011 |
| Einwohner | 2455 | 2627 | 2982 | 3137 | 3175 | 3135 | 3587 | 3591 | 3600 | 3670 | 4067 | 4916 | 6030 |

Quelle: ISTAT

## Städtepartnerschaften
Bereits seit 2012 bestanden Kontakte in den Landkreis Ludwigsburg, der freundschaftlich mit der Provinz Bergamo verbunden ist.
- 2019 wurde ein Freundschaftsvertrag mit der Gemeinde Hemmingen geschlossen

## Persönlichkeiten
- Mario Manzoni (* 1969), Sportlicher Leiter und ehemaliger Radrennfahrer